# Mario Rubinato
Mario Rubinato (Venezia, 22 settembre 1897 – Venezia, 16 giugno 1957) è stato un calciatore italiano, di ruolo difensore.

## Carriera
Ha giocato in massima serie con l'Inter.

## Statistiche

### Presenze e reti nei club
| Stagione        | Club            | Campionato        | Campionato | Campionato |
| Stagione        | Club            | Comp              | Pres       | Reti       |
| --------------- | --------------- | ----------------- | ---------- | ---------- |
| ????-????       | Venezia         | Prima Categoria   | ?          | ?          |
| 1921-1922       | Inter           | Prima Divisione   | 15         | 0          |
| ????-????       | Venezia         | Seconda Divisione | ?          | ?          |
| Totale Venezia  | Totale Venezia  |                   | ?          | ?          |
| Totale Inter    | Totale Inter    |                   | 15         | 0          |
| Totale Venezia  | Totale Venezia  |                   | ?          | ?          |
| Totale carriera | Totale carriera |                   | 15+        | 0+         |